# Xanthopimpla crassipes
Xanthopimpla crassipes är en stekelart som först beskrevs av Brulle 1846.  Xanthopimpla crassipes ingår i släktet Xanthopimpla och familjen brokparasitsteklar. Inga underarter finns listade i Catalogue of Life.